# Ford GT

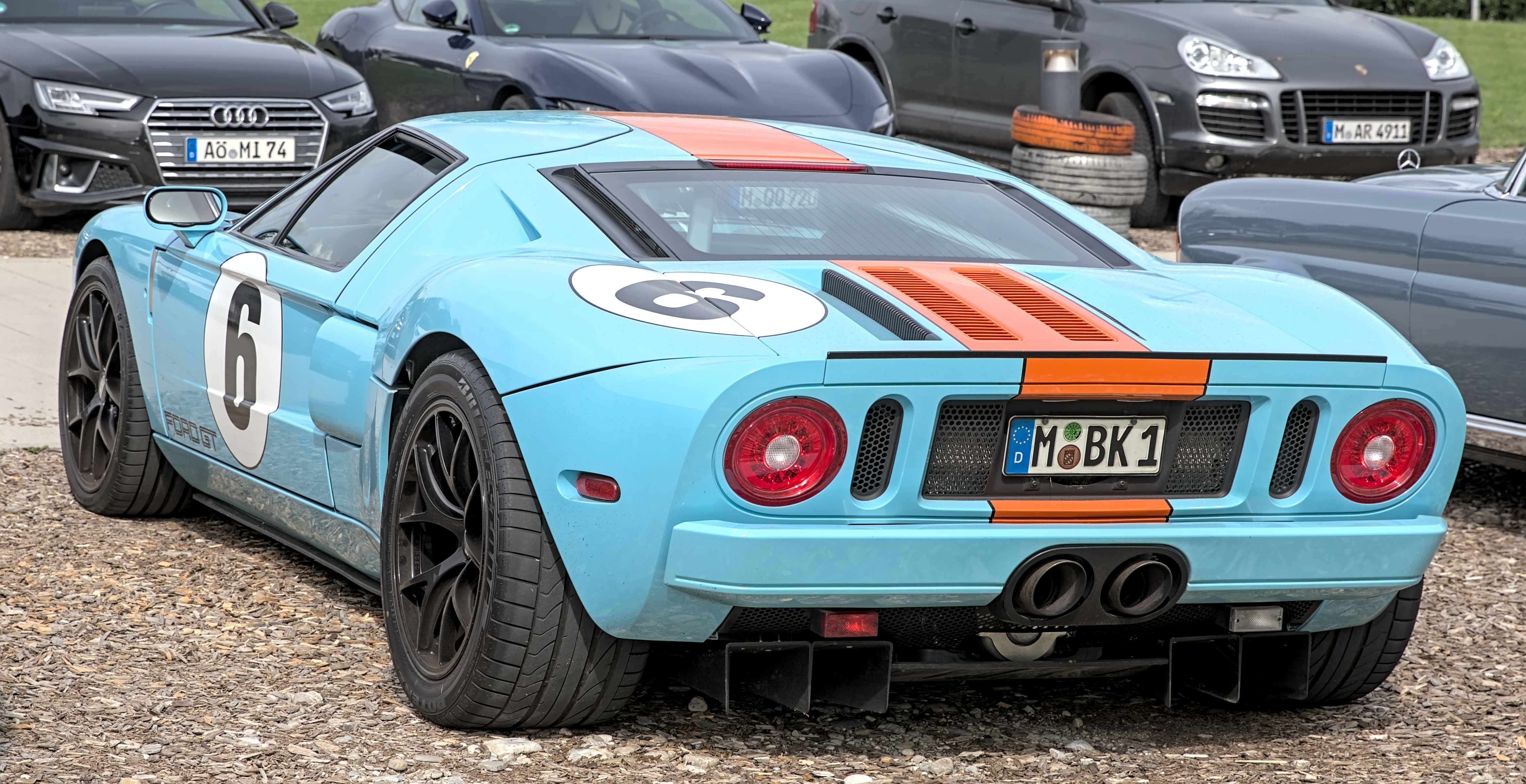
Heckansicht

Der Ford GT ist ein Mittelmotor-Sportwagen des Automobilherstellers Ford, von dem zwischen August 2004 und September 2006 insgesamt 4038 Exemplare produziert wurden. Davon waren 101 Stück zum Preis von je 177.000 Euro für den europäischen Markt bestimmt.

## Entwicklung
Zur NAIAS 2002 stellte Ford das GT40 Concept Car vor, das eine Neuauflage des von 1964 bis 1968 gebauten Le-Mans-Rennwagens Ford GT40 war. Das Konzeptfahrzeug war Teil der „Living Legends“-Reihe, in der Ford frühere Modelle, wie den Thunderbird oder den Mustang wieder aufleben ließ. Bis zur 100-Jahr-Feier der Marke im Juni 2003 entwickelte das Team in 16 Monaten aus dem GT40 Concept Car ein Serienmodell.
Unter der optisch wenig veränderten Karosserie kam moderne Technik zum Einsatz. Bei dem neuen Modell wurde auf den Namenszusatz „40“ verzichtet, der beim 1964er Fahrzeug auf die Wagenhöhe von 40 Zoll zurückging. Der neue GT ist 43 Zoll hoch.
Schon 1995 zeigte Ford mit dem GT90 ein Konzeptfahrzeug, das die Nomenklatur des Urmodells aufnahm.

## Technische Daten und Fahrleistungen

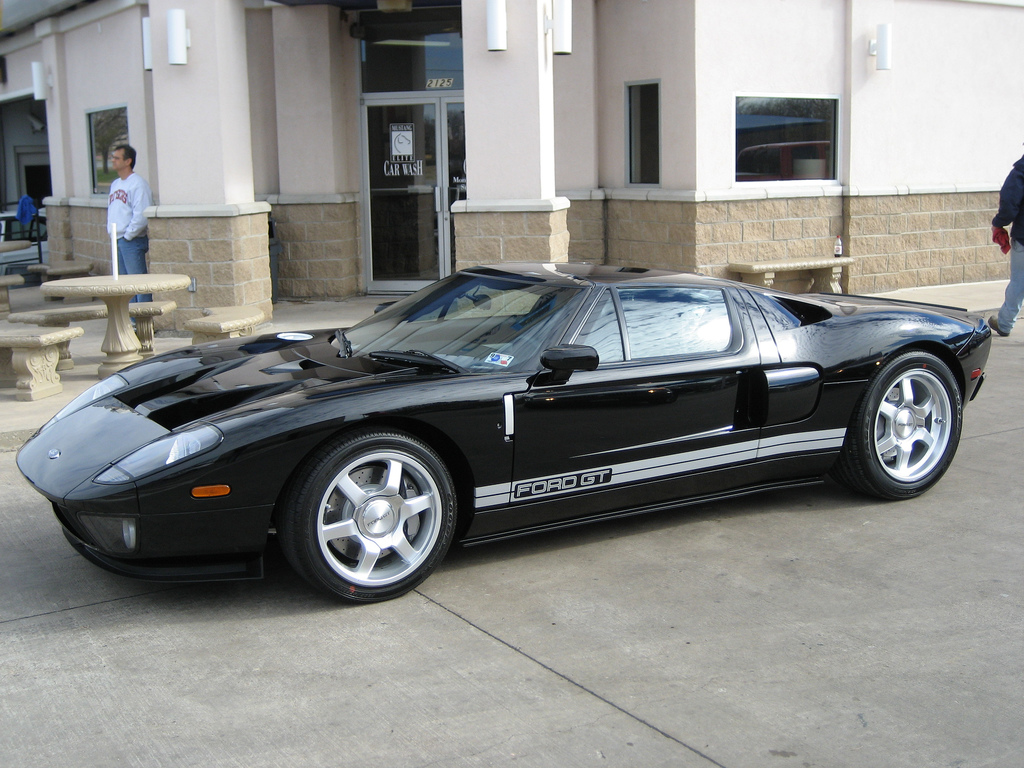
Seitenansicht des Ford GT für den nordamerikanischen Markt

Der moderne Ford GT war zwar nicht für das 24-Stunden-Rennen von Le Mans bestimmt, doch sollte er sich mit den besten Sportwagen der Welt messen können. So wurden auf Basis des Straßenwagens von diversen Motorsportfirmen mehrere Rennvarianten nach unterschiedlichen technischen Reglements entwickelt, unter anderem ein GT3-Fahrzeug von Matech Concepts, dessen erster Renneinsatz in der FIA GT3-Europameisterschaft erfolgte. Dieser wiederum ist Basis für einen 2009 vorgestellten Rennwagen, gemäß den Regeln der Gruppe GT1 für die ab 2010 neu ausgeschriebene FIA-GT1-Weltmeisterschaft. Darüber hinaus existiert außerdem eine GT2-Variante von Doran Designs.
Der Motor des Ford GT ist ein 5,4-Liter-V8-Motor mit Lysholm-Kompressor, der bis zu 404 kW (550 PS) leistet und ein maximales Drehmoment von 774 Nm entwickelt. Er beschleunigt den Ford GT bis zu einer Höchstgeschwindigkeit von 330 km/h und macht damit den GT zum derzeit schnellsten Ford-Serienfahrzeug. Für den Sprint auf 100 km/h benötigt das Fahrzeug lediglich 3,9 Sekunden.
| Modell:                | Ford GT                                                         |
| ---------------------- | --------------------------------------------------------------- |
| Motorbauart:           | V8-Mittelmotor, hinten längs, mit Kompressor und Ladeluftkühler |
| Ventile/Nockenwellen:  | 4 pro Zylinder/2                                                |
| Hubraum:               | 5409 cm³                                                        |
| Bohrung × Hub:         | 90,2 × 105,8 mm                                                 |
| Verdichtung:           | 8,4:1                                                           |
| Max. Leistung:         | 404 kW (550 PS) bei 6500/min                                    |
| Max. Drehmoment:       | 774 Nm bei 4500/min                                             |
| Vmax:                  | 330 km/h                                                        |
| 0–100 km/h:            | 3,9 s                                                           |
| Getriebe:              | 6-Gang-Schaltgetriebe                                           |
| Länge × Breite × Höhe: | 4643 × 1953 × 1125 mm                                           |
| Radstand:              | 2710 mm                                                         |
| Kofferraumvolumen:     | 180 l                                                           |
| Leergewicht:           | 1595 kg                                                         |
| Verbrauch:             | 17,0 L / 100 km                                                 |
| Abgasnorm:             | Euro 3                                                          |

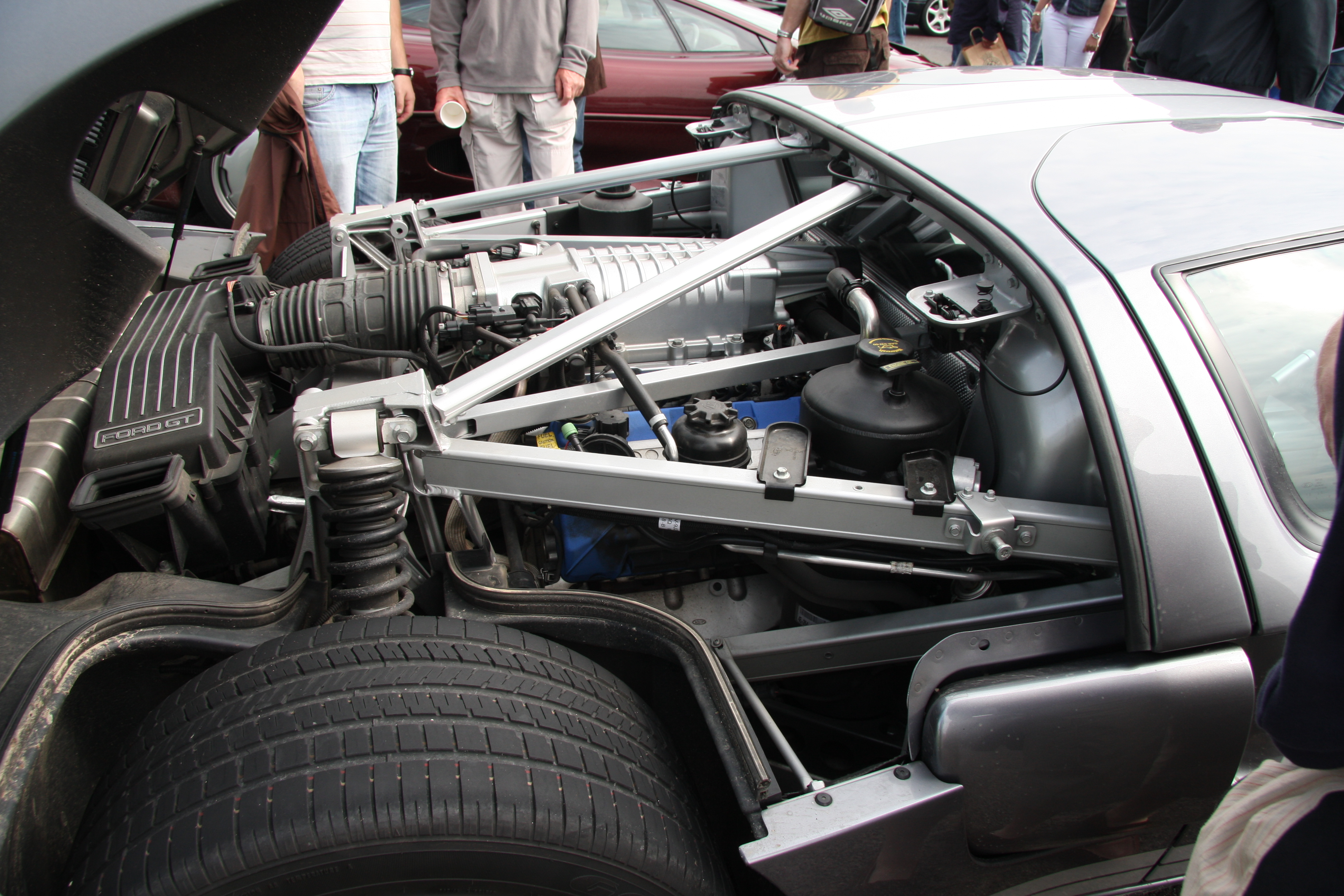
Motor des Ford GT
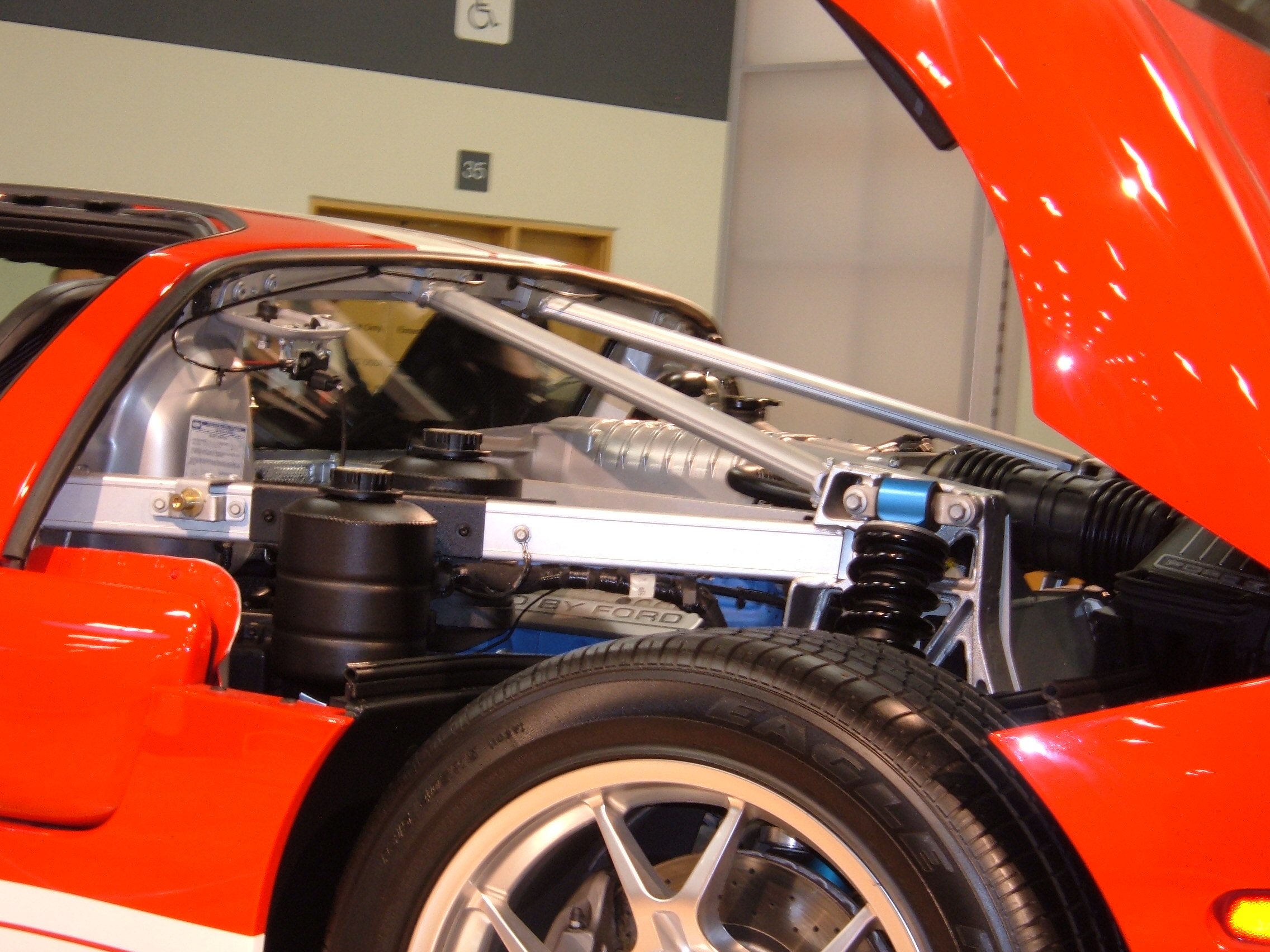
Seitenansicht Motor
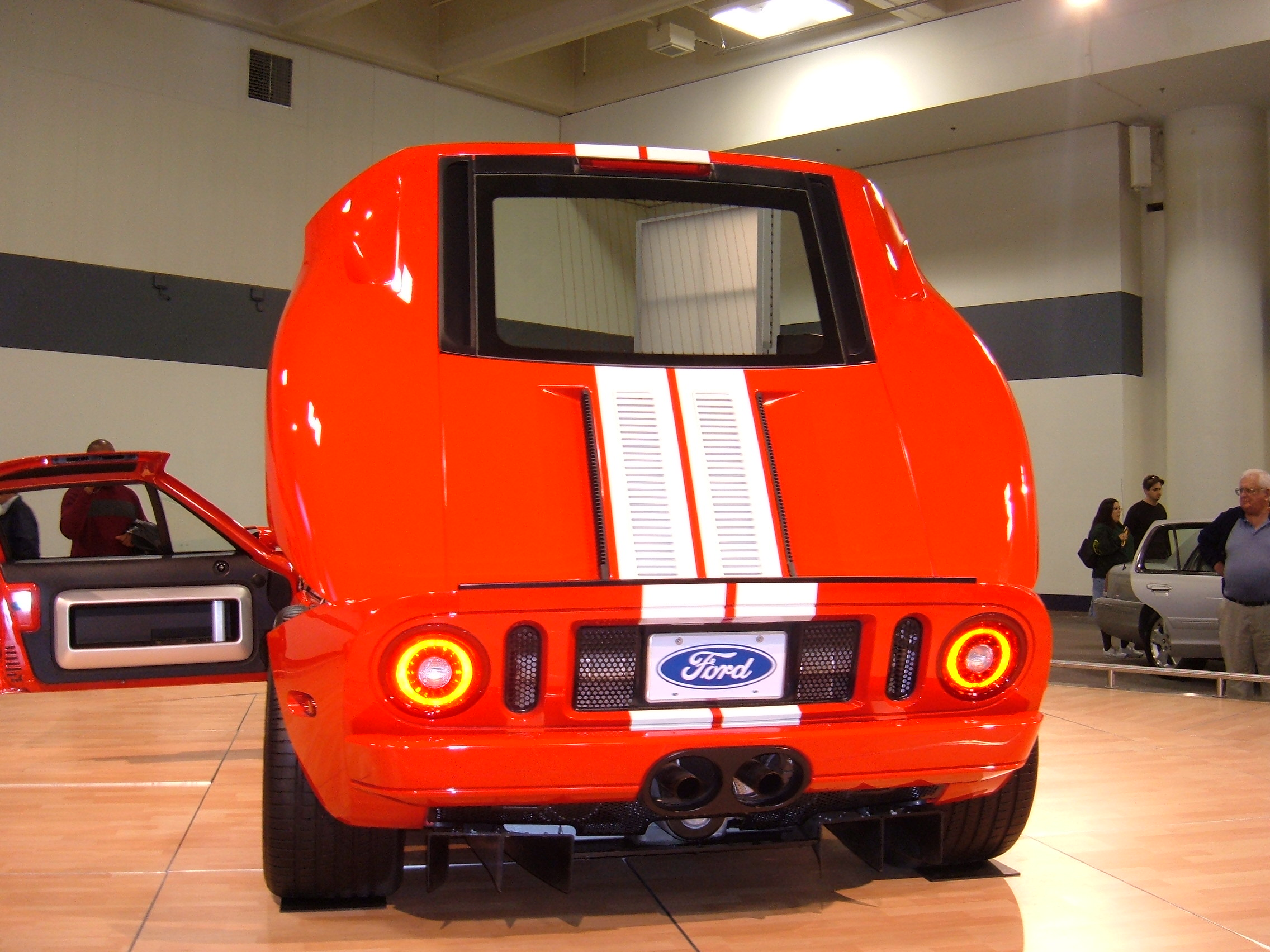
Heckansicht
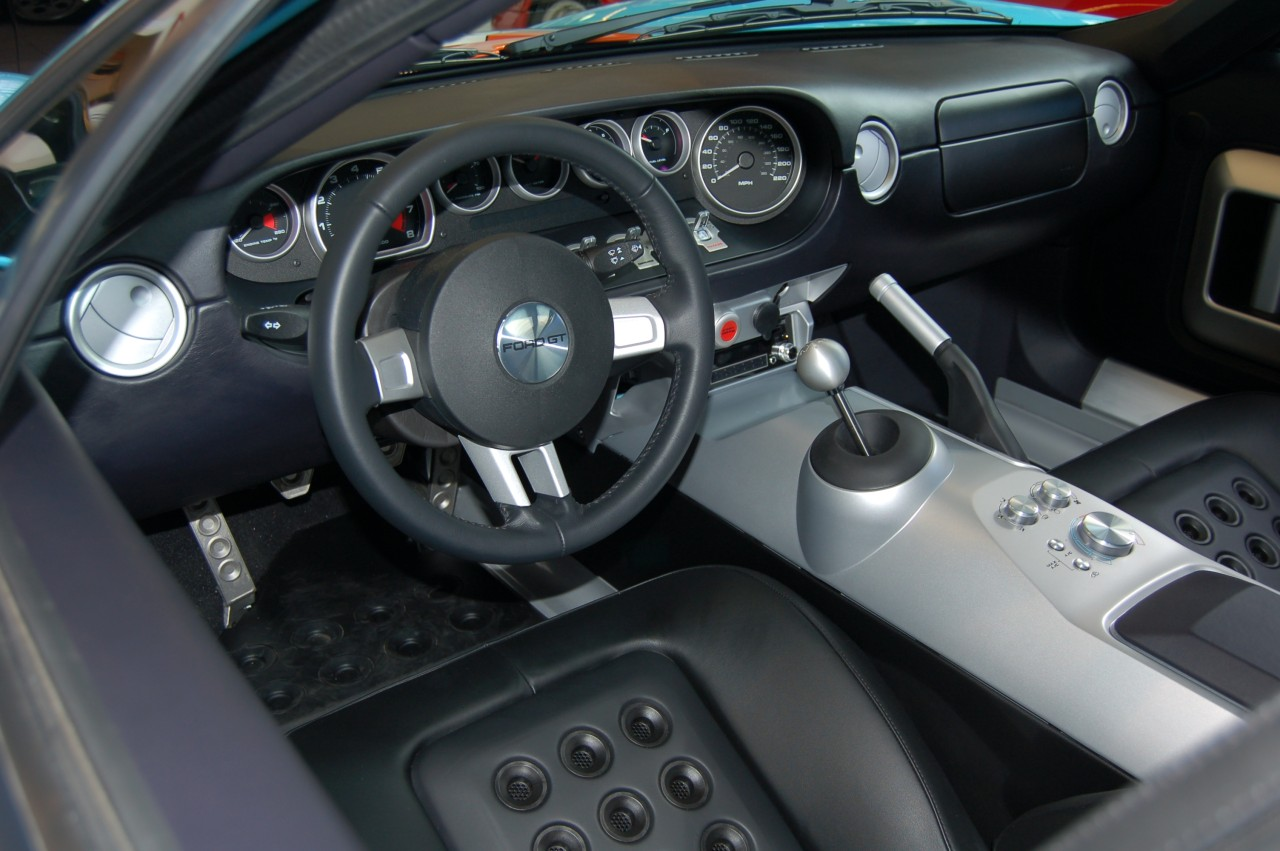
Interieur
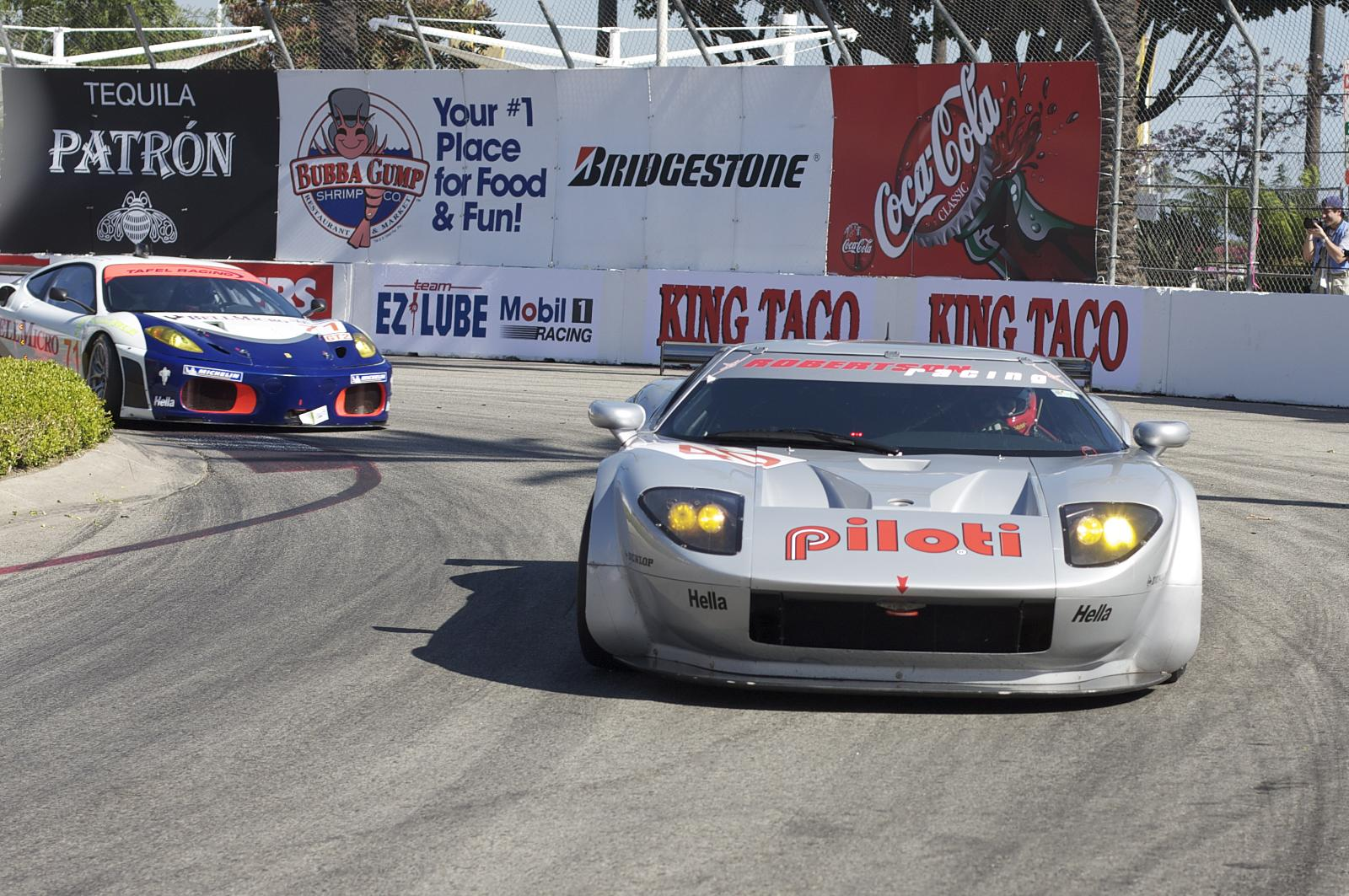
GT2-Variante des Ford GT aus der American Le Mans Series
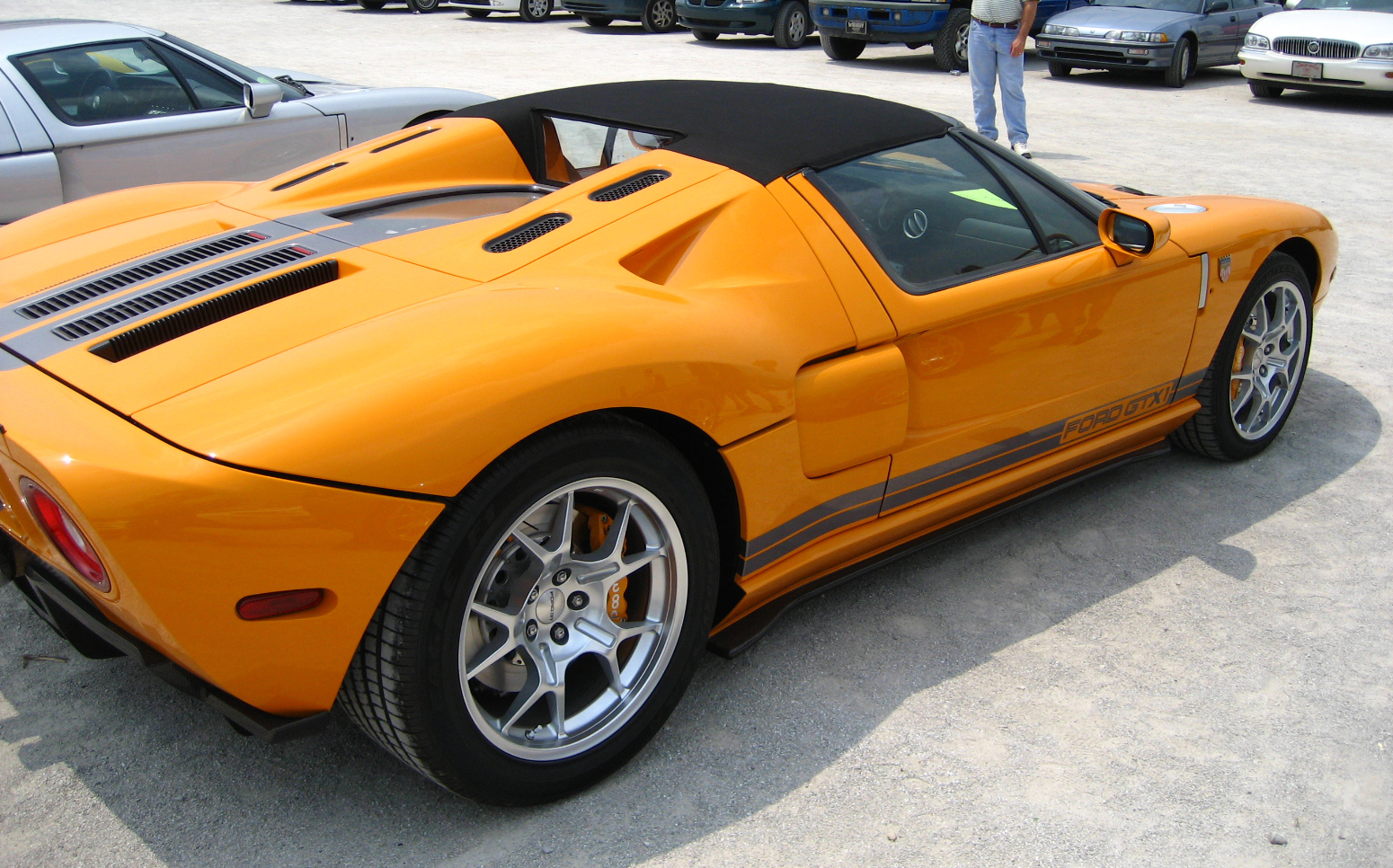
Ford GTX1 Prototyp

## Rückrufaktion
Nachdem im August 2004 im Ford Werk Wixom im US-Bundesstaat Michigan die Serienproduktion des Ford GT begonnen hatte, startete Ford im Dezember desselben Jahres eine Rückrufaktion. Die 448 bis zu diesem Zeitpunkt gebauten Ford GT mussten aufgrund möglicher Risse an den Querlenkern der Radaufhängung außerplanmäßig überprüft werden. Das Problem war von Ford bei Routineprüfungen des GT festgestellt worden. Unfälle in den Vereinigten Staaten waren bis dahin jedoch nicht bekannt geworden.

## Kritiken
In der BBC-Sendung Top Gear wurde der Ford GT als „einziger je in den USA gebauter Sportwagen“ gelobt, da er sich für US-Modelle untypisch nicht nur auf guten Geradeauslauf beschränkte, sondern auch in Kurven und beim Verzögern überzeugen konnte. Es wurden direkte Vergleiche zu Mitbewerbern gezogen, so zum Beispiel zum Ferrari 360 Modena.

## Nachfolgemodell
Im Rahmen der Detroit Motor Show (NAIAS) 2015 (12. bis 25. Januar 2015) stellte Ford ein seriennahes Konzeptfahrzeug für die Nachfolge des Ford GT vor. Dieses wird angetrieben von einem 3,5 Liter großen V6 mit zwei Turboladern, der 475 kW (647 PS) entwickelt. Anders als der Vorgänger hat der Ford GT nach oben öffnende Türen erhalten. Produktionsbeginn des neuen Ford GT war im Dezember 2016.

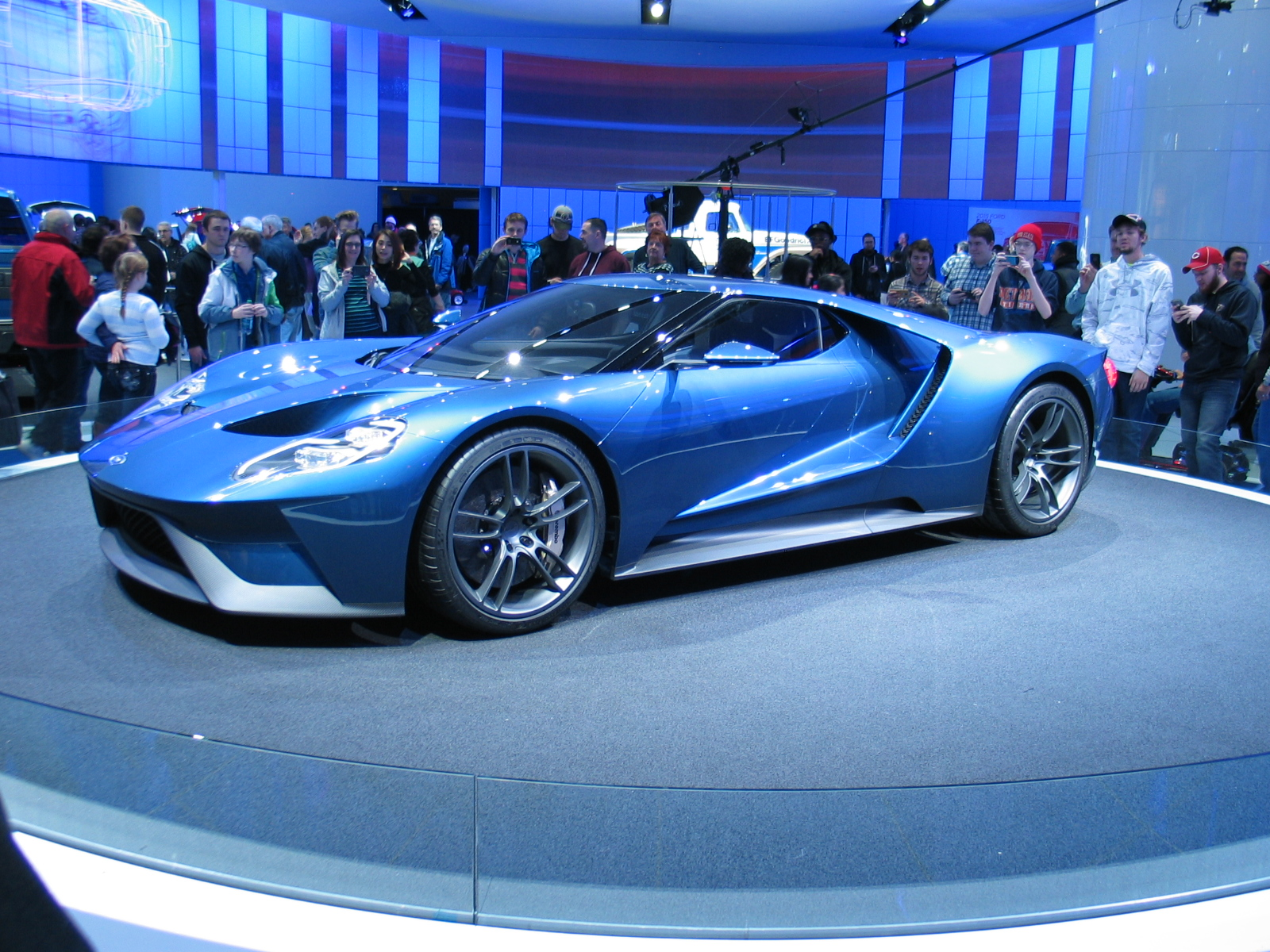
Ford GT (2017)
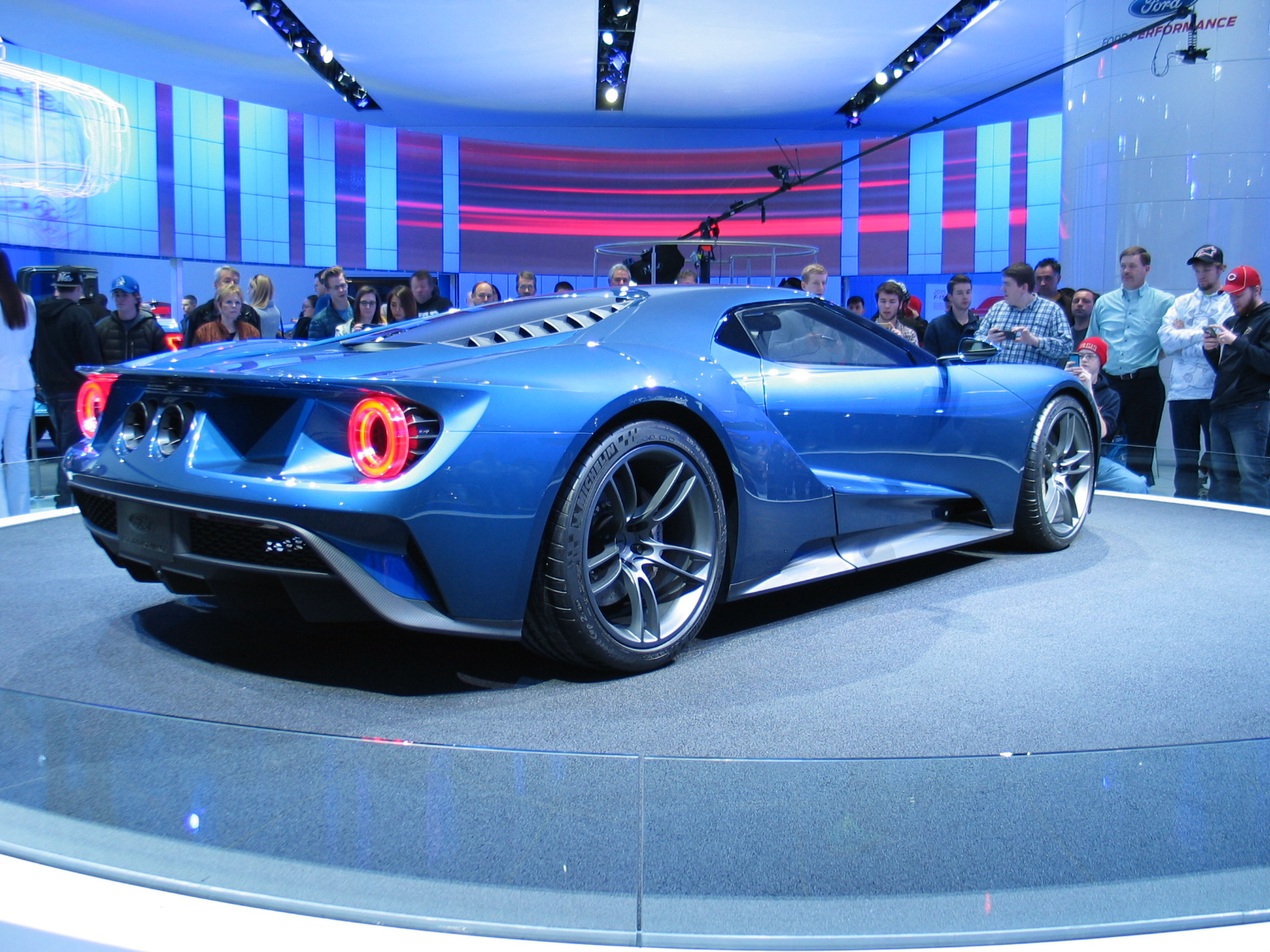
Heckansicht